# Harbor (album)
Albums de America
Hideaway America Live
Harbor est le septième album du groupe américain de folk rock, America. Il sort en 1977 chez Warner Records. Il est produit par le producteur de longue date des Beatles, George Martin. Il s'agit du dernier album sur lequel participe Dan Peek avant qu'il ne parte mené sa carrière solo de musique chrétienne.

## Liste des pistes
| 1.    | God of the Sun     | Gerry Beckley | 3:11 |
| 2.    | Slow Down          | Dan Peek      | 3:11 |
| 3.    | Don't Cry Baby     | Dan Peek      | 3:18 |
| 4.    | Now She's Gone     | Gerry Beckley | 2:25 |
| 5.    | Political Poachers | Dewey Bunnell | 2:39 |
| 6.    | Sarah              | Gerry Beckley | 2:42 |
| 7.    | Sergeant Darkness  | Gerry Beckley | 2:54 |
| 8.    | Are You There      | Dewey Bunnell | 2:51 |
| 9.    | These Brown Eyes   | Dan Peek      | 2:32 |
| 10.   | Monster            | Gerry Beckley | 2:00 |
| 11.   | Hurricane          | Dan Peek      | 2:29 |
| 12.   | Down to the Water  | Dewey Bunnell | 2:35 |
| 33:20 |                    |               |      |